# المرأة في جمهورية الدومينيكان

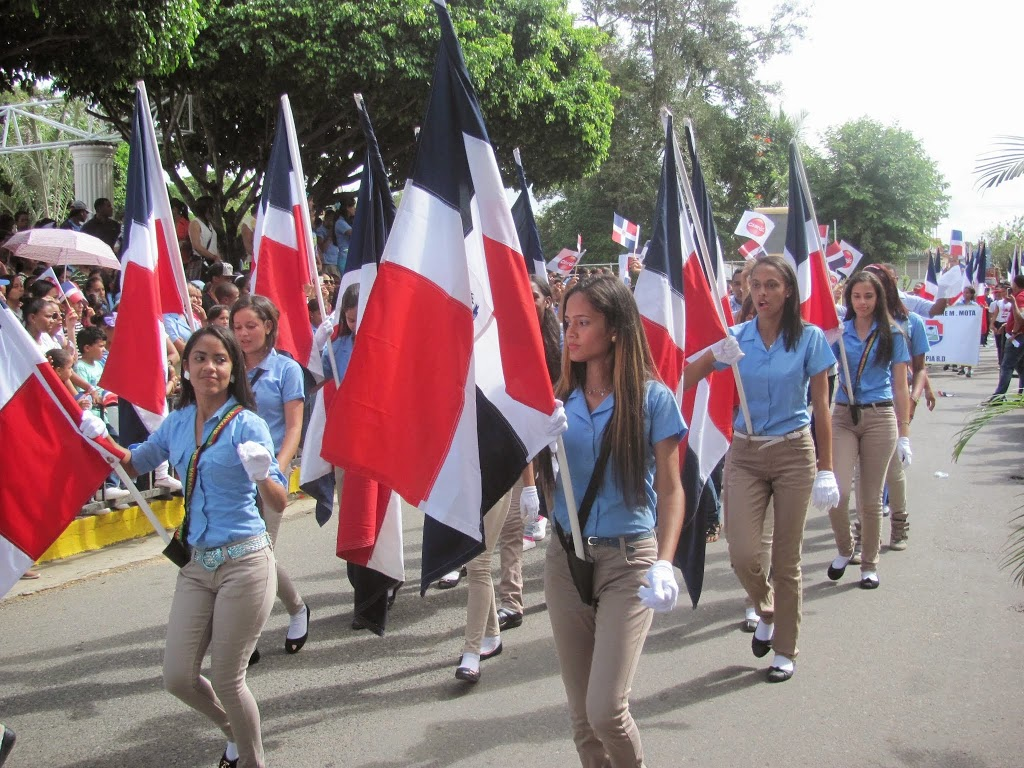

تتمتع المرأة في الجمهورية الدومينيكية بحقوق دستورية متساوية مثل الرجل في المجالات الاقتصادية والسياسية والثقافية والاجتماعية، وكذلك في الأسرة. تم تحديد شخصيتهم من خلال تاريخهم وثقافتهم وتقاليدهم وخبراتهم.

## وضع المرأة في جمهورية الدومينيكان
بموجب القانون، فإن المرأة العصرية في جمهورية الدومينيكان متساوية مع الرجل من حيث الحقوق والملكية. من الناحية الثقافية، تعيش النساء الدومينيكانيات في ظل تقاليد ذكورية، حيث تفهم المرأة وتقبل إلى حد ما الطبيعة الرجولية لرجل الدومينيكان. ووفقًا للتقاليد، يُتوقع أن تكون نساء جمهورية الدومينيكان ربات بيوت خاضعات، ويشمل دورهن في الأسرة الإنجاب وتربية الأطفال، ورعاية أزواجهن وإعالتهم ، وطهي وجبات الطعام، وتنظيف المنزل، والخياطة.

## الدور في العمل
لا يُسمح للعديد من النساء في جمهورية الدومينيكان بالعمل «ثقافيًا». تشكل النساء في جمهورية الدومينيكان نسبة أصغر بكثير من القوى العاملة في بلد يعد حاليًا رابع أكبر موقع لمناطق التجارة الحرة في العالم. كان متوسط أجر المرأة العاملة في جمهورية الدومينيكان في عام 1990 يبلغ 59.00 دولارًا أمريكيًا، لكن معدل بطالة المرأة الدومينيكية يبلغ 23٪. في المناطق الريفية، يسهل على النساء العثور على وظائف لكنهن يتقاضين أجوراً أقل من الرجال. هاجرت العديد من النساء من جمهورية الدومينيكان إلى مدينة نيويورك في الولايات المتحدة من أجل الهروب من «الثقافة التي يهيمن عليها الذكور» في مجتمع جمهورية الدومينيكان. أحد الأمثلة البارزة للأدب الذي يصور كفاح النساء في جمهورية الدومينيكان وتوقهن إلى حياة أفضل من خلال التعليم هو رواية جوليا ألفاريز التاريخية بعنوان في زمن الفراشات، والتي عاشت بطلتتها مينيرفا ميرابال في جمهورية الدومينيكان في عهد رافائيل تروخيو.

## التمثيل السياسي

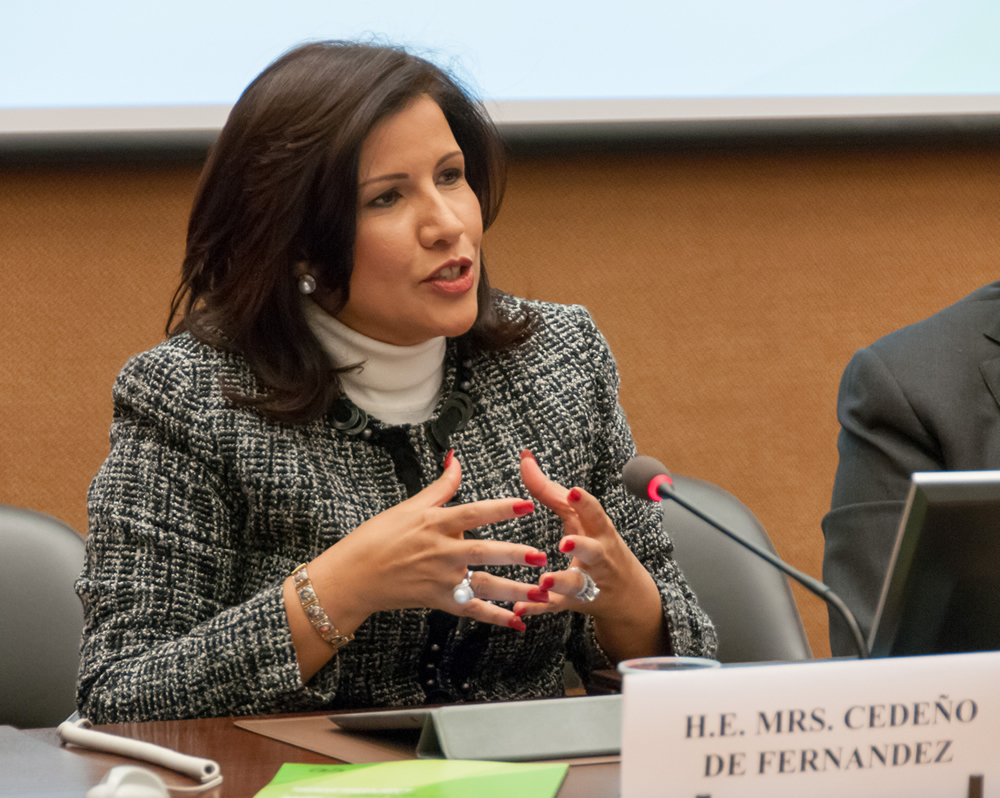
مارغريتا سيدينيو دي فرنانديز، النائب الثاني لرئيس جمهورية الدومينيكان.

في عام 1931، استضافت الحركة النسوية الدومينيكية، بقيادة أبيجيل ميخيا، أول حركة نسوية في البلاد تطالب بحقوق متساوية بموجب الدستور. فازت المرأة الدومينيكية بالحق في التصويت في عام 1942، من خلال الإصلاح الدستوري في ذلك العام، والذي تم تحديده في المادتين 9 و 10. وكان هذا بمثابة تغيير مدني وسياسي هام لحقوق المرأة في جمهورية الدومينيكان. سمحت السياسات التقدمية التي نفذتها حكومة خوان بوش في عام 1963 للنساء بالبدء في تنظيم حركاتهن الشعبية على مستويات مختلفة من المجتمع.
بعد عقود، في أوائل التسعينيات، بدأت المنظمات النسائية في جمهورية الدومينيكان تطالب بإشراك أكبر في الانتخابات. وبهذا المعنى، صدر قانون الكوتا النسائية الأول في 21 ديسمبر 1997، والذي نص على أن 25٪ على الأقل من الترشيحات للمناصب الانتخابية للأحزاب سوف تشغلها النساء. بعد ذلك، رُفِع هذه النسبة إلى 33 بالمائة. وقد وضعت هذه القوانين جانباً حداً أدنى من المرشحين للمناصب الانتخابية للنساء.

## التعليم

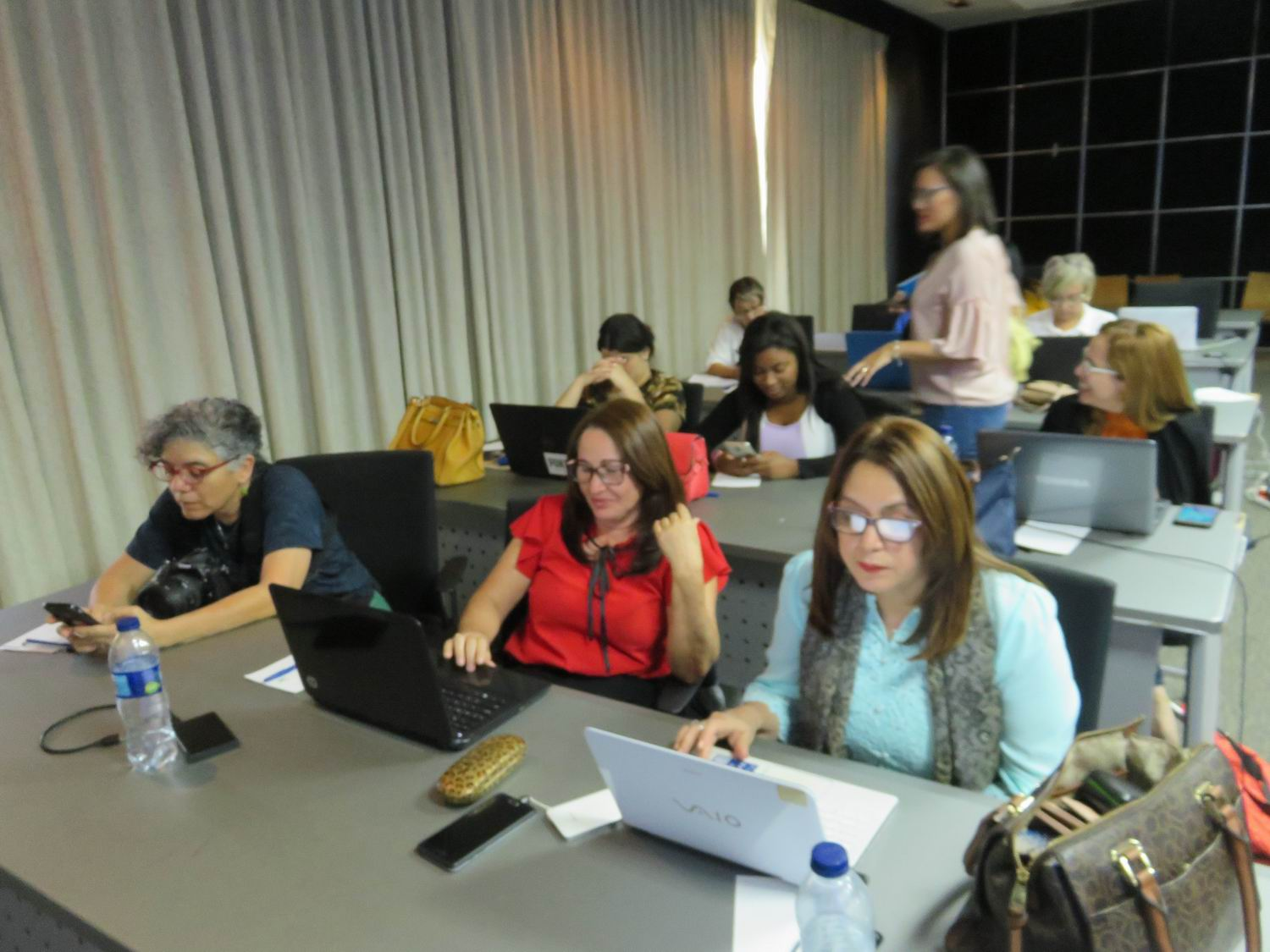
نساء في سانتياغو، جمهورية الدومينيكان.

عدم المساواة بين الجنسين بالنسبة للفتيات في نظام التعليم ليست قضية مهمة من حيث المشاركة. معدلات الحضور أعلى قليلاً للفتيات بين سن 6-13 (87٪) منها للذكور من نفس العمر (84٪). مع زيادة العمر، يصبح هذا الاختلاف أكثر وضوحًا حيث يتم تسجيل 40٪ من الإناث اللواتي تتراوح أعمارهن بين 14-17 عامًا و 29٪ فقط من الذكور من نفس العمر مسجلين. وبالتالي، فإن احتمال تسرب الذكور من المدرسة أكبر من احتمال تسرب الإناث. بلغ معدل معرفة القراءة والكتابة للإناث 92.3٪ بينما بلغ معدل معرفة القراءة والكتابة للذكور 91.2٪. بالمقارنة مع العالم، فإن هذه الأرقام أعلى من المتوسط. يبلغ معدل معرفة القراءة والكتابة في جميع أنحاء العالم 86.1٪. بالنسبة للذكور، تبلغ نسبة معرفة القراءة والكتابة في جميع أنحاء العالم 60.9٪ وبالنسبة للإناث تبلغ نسبة معرفة القراءة والكتابة 82.2٪.
يعرض كتاب حقائق العالم لوكالة المخابرات المركزية أيضًا بيانات عن توقعات المدرسة للطلاب في جمهورية الدومينيكان. بالنسبة للذكور، يبلغ هذا العمر المتوقع 13 عامًا وهو أقل بقليل من متوسط الإناث في المدرسة البالغ 14 عامًا. في عام 2005، تم إجراء اختبار للطلاب في الصفوف 3 و 4 و 5 لتقييم كفاءتهم في فهم القراءة ومناهج الرياضيات من المستويات 1 و 2 و 3. وكان هذا الاختبار يسمى Consorcio de Evaluación e Investigación Educativa (CEIE: وجد الاختبار أن أداء الفتيات في اختبار فهم القراءة أفضل من أداء الأولاد.

## حقوق الإنجاب
الإجهاض في جمهورية الدومينيكان غير قانوني تمامًا. جمهورية الدومينيكان هي واحدة من الدول القليلة في العالم التي لديها حظر كامل على الإجهاض، دون استثناء لإنقاذ حياة الأم.

## المكانة في المجتمع
تعيش نساء جمهورية الدومينيكان اللائي ينتمين إلى الطبقة الدنيا في أسر ذات هيكل أمومي، غالبًا لأن الأب ليس في المنزل. بينما بين النساء اللواتي ينتمين إلى الطبقتين الوسطى والعليا توجد في عائلات ذات هياكل أبوية. تعامل النساء على أنهن أقل من الرجال.

## العادات والتقاليد
في المناطق الريفية، يجوز للمرأة في جمهورية الدومينيكان ارتداء الفساتين والتنانير؛ بينما في المناطق الحضرية، قد تفضل نساء جمهورية الدومينيكان ارتداء التنانير القصيرة والجينز. قد تتكون الملابس في كلا المنطقتين من ألوان زاهية وأقمشة لامعة. غالبًا ما يتم التعامل مع النساء الأكبر سنًا أو البارزات باسم Doña متبوعًا بألقابهن كشكل من أشكال الاحترام. قد تتضمن تحيات النساء تقبيل النساء لبعضهن البعض على الخد.

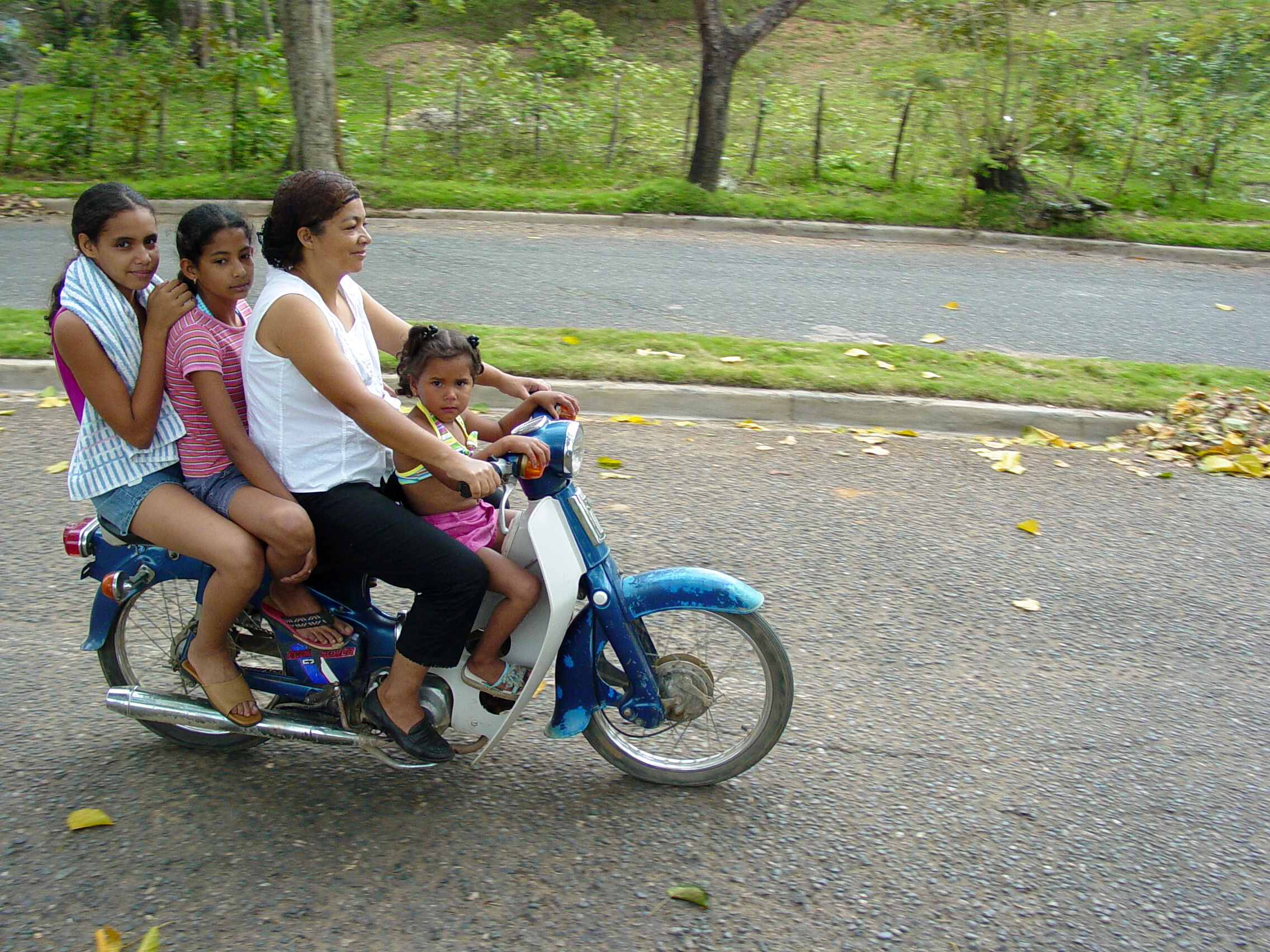
أربع إناث على دراجة واحدة - جاراباكوا، جمهورية الدومينيكان.

فيما يتعلق بركوب الدراجات النارية، من الشائع أن تقوم النساء في جمهورية الدومينيكان بالركوب الجانبي أثناء وجودهن على ظهر هذه المركبات؛ والسبب هو أن معظم النساء يملن إلى ارتداء التنانير بدلاً من الجينز بسبب معتقدات دينية أو بسبب الثقافة.

## متوسط العمر المتوقع
يبلغ متوسط العمر المتوقع للمرأة في جمهورية الدومينيكان 72 عامًا.

## الفنون والحرف اليدوية
عادة ما تنخرط النساء اللائي يعشن في المناطق الريفية في جمهورية الدومينيكان في صناعة الأراجيح والحقائب والسلال ومنتجات نسج النخيل وصنع المجوهرات باستخدام المرجان والصدف والعنبر والأحجار الكريمة شبه الكريمة الزرقاء المعروفة مثل لاريمار (حجر كريم موجود في البلد فقط).